# 路元睿
路元睿（7世纪—684年8月24日），唐朝广州都督。
路元睿为人暗弱，手下僚属横行，经常侵夺过路商船的财物，路元睿也冒取商人的货物。文明元年七月，经商的胡人向路元睿告状，路元睿却索要枷锁想把他们下狱治罪。胡人怒了，有个马来人袖里藏剑直接登上路元睿的大厅，杀路元睿及左右十余人而去，没人敢靠近，登船入海，没有被追上。